# Aimée Verret
Pour les articles homonymes, voir Verret.
 (novembre 2020).
Aimée Verret, née le 31 août 1984 à Montréal, est une écrivaine, poétesse et blogueuse québécoise.

## Biographie
Correctrice et éditrice pigiste pour diverses maisons d’éditions québécoises, Aimée Verret a complété une maîtrise en étude littéraire à l’UQAM. Encouragée par ses proches à suivre la voie de l'écriture, elle sait qu'elle veut écrire dès un jeune âge.
Outre la littérature comme passion, Aimée Verret pratique la danse depuis près de dix ans.

## Œuvre
Poète, écrivaine et blogeuse, Aimée Verret est l’auteure de quatre romans jeunesse publiés chez les Éditions de Mortagne et de trois recueils de poésie. Les deux premiers recueils sont publiés chez les Éditions Triptyque et le dernier chez les Éditions Del Busso. Elle contribue également à diverses revues littéraires en plus de tenir un blog de « chialage intellectuel ».

### Romans jeunesse
- 2013 : Inséparables, Éditions de Mortagne
- 2015 : Comme deux gouttes d’eau, Éditions de Mortagne
- 2017 : C’est la fin du monde !, Éditions de Mortagne
- 2019 : Pars, Cours ! – Vero, Éditions de Mortagne

### Poésies
- 2010 : Ce qui a brulé, Éditions Triptyque[6]
- 2014: Écharpe, Éditions Triptyque[7]
- 2019, Monstres marins, Éditions Del Busso[8]

## Contribution à des revues
- 2009 : « Pas une question de doigts », Revue Mœbius, Masturbatorium, numéro 122, p. 73-78[9].
- 2009 : «Téléthons de la Grande Surface, poésie énumérative Téléthons de la Grande Surface. Inventaire catégorique de Marc-Antoine K. Phaneuf. Le Quartanier, 188 p.», Revue Spirale, Est-ce poétique?, numéro 224, p. 35-36[10].
- 2010 : « Entrevue avec Chloé Sainte-Marie », Revue Frontières, Résilience et deuil, volume 22, numéro 1-2, p. 123-124[11].
- 2014 : « Jean-Pierre Ronfard, Le Titanic », Revue Mœbius, Territoires, numéro 143, p. 137-144[12].